# مارك جيمس
مارك جيمس (بالإنجليزية: Mark James)‏ هو مغن مؤلف وكاتب أغاني وملحن أمريكي، ولد في 1940 في هيوستن في الولايات المتحدة.

## وصلات خارجية
- مارك جيمس على موقع IMDb (الإنجليزية)
- مارك جيمس على موقع ميوزك برينز (الإنجليزية)
- مارك جيمس على موقع قاعدة بيانات برودواي على الإنترنت (الإنجليزية)
- مارك جيمس على موقع أول ميوزيك (الإنجليزية)
- مارك جيمس على موقع أول ميوزيك (الإنجليزية)
- مارك جيمس على موقع ديسكوغز (الإنجليزية)